# Nu Hydrae
Nu Hydrae is een oranje reus in het sterrenbeeld Waterslang (Grieks:Hydra) vlak bij het sterrenbeeld Beker (Crater).